# Kungshättan
Kungshättan är ett fritidshusområde på östra delen av ön Kungshatt i Ekerö kommun. Området omfattade 2010 87 fritidshus över 30 hektar. SCB har avgränsat ett fritidshusområde här sedan år 2000 då begreppet introducerades.